# 13192 Quine
13192 Quine eller 1997 BU5 är en asteroid i huvudbältet som upptäcktes den 31 januari 1997 av den italiensk-amerikanske astronomen Paul G. Comba vid Prescott-observatoriet. Den är uppkallad efter filosofen Willard Van Orman Quine.
Asteroiden har en diameter på ungefär 3 kilometer.